# Studio Publishing
Studio Publishing – polskie filmowo-telewizyjne studio dźwiękowe, zajmujące się realizacją audiowizualną dźwięku dla potrzeb polskich i zagranicznych produkcji TV, filmowych i radiowych, gier komputerowych, reklam oraz prezentacji multimedialnych. Firma działa od 1991 roku, swoją siedzibę ma w Warszawie. Ze Studiem Publishing współpracują m.in. telewizje: Canal+ Polska, Planete, Polsat, Ale Kino, Polonia 1, MiniMini i TeleTOON+ (dawniej ZigZap).

## Wersja polska

### Anime
- Bia – czarodziejskie wyzwanie (lektor Polonia 1)
- Czarodziejskie zwierciadełko (lektor Polonia 1)[2]
- Kapitan Hawk (lektor Polonia 1)
- Księga dżungli (lektor Polonia 1)[2]
- Magiczne igraszki (lektor Polonia 1)[2]
- Sally czarodziejka (lektor Polonia 1) / Sally czarownica (lektor Polsat 2)
- Skarbczyk najpiękniejszych bajek (dubbing)[2]
- Syrenka Mako (lektor Polonia 1)[2]
- Zorro (lektor Polonia 1)

### Filmy familijne
- Pinokio (lektor TVP)

### Seriale animowane
- Zwierzęta z Zielonego Lasu (lektor TV4)
- Cosmic Quantum Ray (lektor teleTOON+)
- Bolt i Blip (lektor teleTOON+)
- Dorwać Asa (lektor teleTOON+)

### Telenowele
- Esmeralda (lektor TVN)
- Fiorella (lektor Polsat)
- Kiedy się zakocham... (lektor TV4)
- Nie igraj z aniołem (lektor TV4)
- Otchłań namiętności (lektor TV4)
- Posłaniec szczęścia (lektor Polsat)
- Prawdziwe uczucie (lektor TV6)
- Sidła miłości (lektor Polsat)
- Ukryta miłość (lektor TV4)
- Za głosem serca (lektor TV Puls)
- Zakazane uczucie (lektor TV4)